# Касим I
Касим I (тат. Qasím, Касыйм; неизвестно — около 1500) — второй астраханский хан с 1476 по 1480 годы и с 1482 по 1495 годы. Сын Махмуда, племянник Ахмата.

## Биография
Происходил из рода Тукатимуридов, ветви династии Чингизидов. Сын астраханского хана Махмуда. Впервые в источниках упоминается тверским купцом Афанасием Никитиным в начале своего путешествия 1466/1468 годов. В то время Касим I был наместником земель между реками Еруслан и Бузан с городами Орду-Муаззам и Ак-Сарай (возле современной деревни Лапас). Вероятно именно Касим I задержал и ограбил Никитина, или доложил сначала отцу, а затем совершил нападение на купцов по приказу хана Махмуда.
Между 1471 и 1476 годами после смерти отца унаследовал власть. Согласно венецианскому дипломату Амброджо Контарини Касим I поначалу правил с двумя своими братьями. Предполагают, что это были Джанибек и Абдул-Керим. Также астраханский хан предоставил убежище Мухаммеду Шейбани и Махмуд-султану, внуку Абулхайр-хана, владельца Государства кочевых Узбеков, бежавших в Хаджи-Тархан после поражения от казахов. Поэтому около 1472 года вступил в конфликт с Ахматом, ханом Большой Орды. После этого выгнал братьев из государства.
В 1480 году был свергнут войсками Ахмат-хана, поставившего на трон своего сына Муртазу. В том же году как почетный пленник сопровождал последнего в походе на Великое княжество Московское. В 1482 году Касим I сумел вернуть себе трон, воспользовавшись смертью Ахмат-хана во время борьбы за трон с его сыновьями.
О дальнейшей деятельности сведений немного. Считается, что Касим сосредоточился на развитии городов и ханства. Свергнут в 1495 году собственным братом Абдул-Керимом. Умер около 1500 года.